# Públio Cornélio Lêntulo Espínter
Públio Cornélio Lêntulo Espínter (m. 48 a.C.; em latim: Publius Cornelius Lentulus Spinther) foi um político da gente Cornélia da República Romana eleito cônsul em 57 a.C. com Quinto Cecílio Metelo Nepos. Seu agnome, Espínter, é uma referência à sua semelhança a um popular ator de sua época que tinha este nome. Embora tenha sido muito favorecido por Júlio César, Espínter acabou apoiando a causa senatorial defendida pelo grande rival dele, Pompeu, e se alinhando à facção dos optimates. Este movimento se mostrou pouco inteligente, pois levou à destruição de sua carreira política e, provavelmente, à sua morte.

## Primeiros anos
Espínter assumiu seu primeiro cargo na magistratura romana em 74 a.C., quando foi questor. Em 63 a.C., o ano do consulado de Cícero, quando eleito edil curul e na função, ajudou Cícero na supressão da Segunda Conspiração de Catilina e se destacou pelo esplendor dos jogos que organizou, mesmo depois do escândalo provocado pela faixa púrpura que Espínter utilizou em sua toga, que ofendeu muitos romanos que ainda ligavam o púrpura à realeza, um anátema para todo "bom romano".
Sua carreira não foi prejudicada por isto e ele foi eleito pretor urbano em 60 a.C.. Foi durante seu mandato, nos Iudi Apollinaris, que, pela primeira vez, se colocou uma cobertura sobre o anfiteatro. Além disso, os cenários foram adornados com prata. No ano seguinte, como propretor, recebeu o governo da província da Hispânia Citerior, obtido com a ajuda de Júlio César, e permaneceu lá até 58 a.C.. Durante seu mandato, cunhou moedas com seu nome e agnome, o que prova que ele já o utilizava em vida para distinguir-se oficialmente dos demais membros da gente Cornélia.

## Cônsul (57) e procônsul (56-53 a.C.)

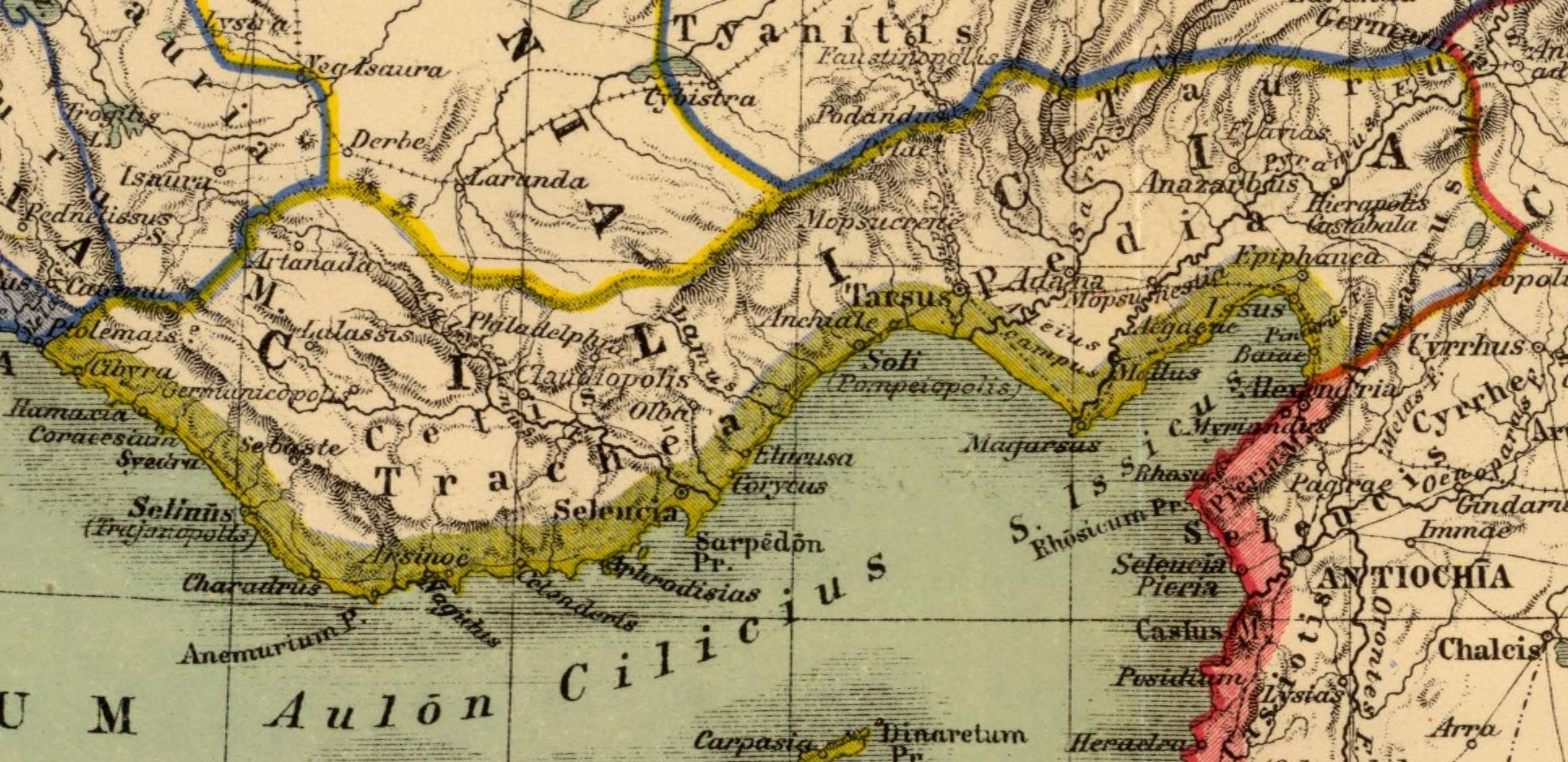
Mapa da província romana da Cilícia, governada por Espínter entre 56 e

Espínter, novamente com o apoio de Júlio César, apresentou sua candidatura ao cargo máximo da magistratura, o consulado, em 58 a.C. e foi eleito com Quinto Cecílio Metelo Nepos. No primeiro dia de seu mandato (1 de janeiro de 57 a.C.), propôs a reconvocação de Cícero, banido pelo tribuno da plebe Públio Clódio Pulcro por ter executado os que conspiraram com Catilina sem um devido processo, do exílio. A partir daí, Cícero fala dele agradecidamente em termos amigáveis, chegando ao ponto de enviar uma longa carta (ainda hoje existente) a ele durante seu mandato como procônsul. Obteve um decreto a favor da restauração de Ptolemeu XII Auletes no trono do Egito ptolemaico e preparava para seguir para lá quando uma estátua de Júpiter, no monte Albano, foi destruída por um raio e, consultados os Livros Sibilinos e um oráculo, a restauração com o uso da força foi proibida. Catão, o Jovem, que acabara de ser eleito tribuno da plebe, era inimigo de Lêntulo e apoiou o oráculo, o que provavelmente tencionava atingir principalmente Pompeu, ordenando que os quindecênviros o lessem em público. O assunto foi levado perante o Senado, no qual Lêntulo recebeu o apoio de Quinto Hortênsio Hórtalo e de Lúculo, e o partido aristocrático (optimates), dirigido por por Marco Calpúrnio Bíbulo, optou por uma solução intermediária, propondo que fosse enviado três embaixadores ao Egito, o que também foi rechaçado. O novo cônsul, Cneu Cornélio Lêntulo Marcelino, adiou a questão sine die e assim permaneceu até 55 a.C., quando o governador da Síria, Aulo Gabínio, ignorou a autoridade do Senado e marchou para o Egito para restaurar Ptolemeu XII.
Logo depois do final de seu mandato, assumiu entre 56 e 53 a.C., a posição de procônsul da província da Cilícia (da qual fazia parte Chipre na época), onde estava presente a Legio XVIII Cornelei Spinteri. A província era sua primeira escolha e ele parece ter realizado um bom trabalho, buscando sempre os melhores interesses de seus governados ao invés de tentar somente enriquecer às suas custas. Ele também cunhou grandes moedas de prata. Estas tetradracmas tem em média 25 mm em diâmetro e 10.65 gramas de peso e são incomuns, mas não raras.
Realizou uma campanha militar nos montes Amanus com notável êxito. Cícero apoiou seu pedido para realizar um triunfo, que só lhe foram outorgados em 51 a.C., quando o próprio Cícero estava na Cilícia.

## Guerra Civil
[[Imaem:Battle of Pharsalus, 48 BC.png|thumb|upright=1.4|Batalha de Farsalos (48 a.C.), a derrota final das forças de Pompeu. Segundo Cícero, Espínter conseguiu fugir para Rodes. Segundo Aurélio Vítor, foi capturado e morto pelas forças de César]]
Apesar de seu débito a César, a quem considerava uma pessoa arrogante, Espínter passou a apoiar cada vez mais a classe senatorial patrícia e seu líder, Pompeu, ao invés da facção de César, os populares. Os dois foram se distanciando e, quando a Guerra Civil de César irrompeu entre os pompeianos e cesarianos em 49 a.C., Espínter, previsivelmente, se aliou a Pompeu, de quem recebeu o comando de dez coortes em Piceno. Quando o inimigo marchou contra sua posição, Lêntulo fugiu e se juntou a Lúcio Domício Enobarbo em Corfínio. Quando César chegou para cercar a cidade e Pompeu se recusou a acudi-lo, Lêntulo foi autorizado pela guarnição a dar início às negociações para uma rendição. César o recebeu favoravelmente e deixou que ele partisse com seus amigos, tomando para si as tropas que estavam a seu serviço.
A generosidade com a qual foi tratado por César depois de sua rendição em Corfínio fez com que Espínter hesitasse, mas não por muito tempo. Depois de um breve retiro em Putéolos, Espínter rapidamente se juntou às forças de Pompeu na Grécia.
Em 48 a.C., o exército principal de Pompeu enfrentou o de Júlio César e seu segundo em comando, Marco Antônio, na Batalha de Farsalos. Acreditando na vitória, Espínter disputou com Metelo Cipião e com Lúcio Domício Enobarbo quem teria o direito de suceder a César como pontífice máximo antes da batalha. Esta batalha resultou numa derrota definitiva para as forças pompeianas. O próprio Pompeu fugiu para o Egito (lá chegando, foi imediatamente decapitado por ordem do monarca Ptolemeu XIII Teos Filopátor, que acreditava esta atrocidade iria agradar César) e Espínter fugiu para Rodes, onde, a princípio, recusou-se a se render, mas que acabou solicitando asilo.
Segundo Aurélio Vítor, foi executado, por ordens de César, quando tentava fugir do campo de batalha.

## Morte e família
Espínter era casado com Cecília Metela Céler, filha de Quinto Cecílio Metelo Céler, cônsul em 60 a.C.. A versão de Sexto Aurélio Vítor, de que Espínter teria sido morto por César, explicaria por que o filho dos dois, Públio Cornélio Lêntulo Espínter, se juntou aos assassinos de César, Marco Júnio Bruto e Caio Cássio Longino, e cunhou moedas para eles durante a terceira guerra civil contra as forças de Marco Antônio e Otaviano. Como seu pai antes dele, o jovem Espínter também colocou seu nome e agnome nelas, a maioria delas decorada com uma efígie da Liberdade.